# Новошмідтівська сільська рада
Новошмі́дтівська сільська́ ра́да — колишній орган місцевого самоврядування в Новоодеському районі Миколаївської області. Адміністративний центр — село Новошмідтівка.

## Загальні відомості
- Населення ради: 704 особи (станом на 2001 рік)

## Населені пункти
Сільській раді підпорядковані населені пункти:
- с. Новошмідтівка
- с. Степове

## Склад ради
Рада складається з 14 депутатів та голови.
- Голова ради: Пащенко Людмила Олександрівна
- Секретар ради: Кирилюк Ольга Володимирівна

### Керівний склад попередніх скликань
| Прізвище, ім'я, по батькові   | Основні відомості                                                                                    | Дата обрання | Дата звільнення |
| ----------------------------- | --- | ------------ | --------------- |
| Пащенко Людмила Олександрівна | Сільський голова, 1961 року народження, освіта середня спеціальна, член Народної партії              | 26.03.2006   | 31.10.2010      |
| Пащенко Людмила Олександрівна | Сільський голова, 1961 року народження, освіта середня спеціальна, член Комуністичної партії України | 31.10.2010   |                 |

Примітка: таблиця складена за даними сайту Верховної Ради України

## Населення
Згідно з переписом УРСР 1989 року чисельність наявного населення сільської ради становила 685 осіб, з яких 309 чоловіків та 376 жінок.
За переписом населення України 2001 року в сільській раді мешкало 685 осіб.

### Мова
Розподіл населення за рідною мовою за даними перепису 2001 року:
| Мова       | Відсоток |
| ---------- | -------- |
| українська | 95,17 %  |
| російська  | 3,55 %   |
| болгарська | 0,28 %   |
| молдовська | 0,28 %   |
| інші       | 0,72 %   |